# Dario Barbosa
Dario Barbosa (ur. 21 lipca 1882 w Porto Alegre, zm. 25 września 1965 tamże) – brazylijski strzelec, medalista olimpijski.
Barbosa wystąpił w dwóch konkurencjach na igrzyskach w Antwerpii. Zdobył brązowy medal olimpijski w zawodach drużynowych w strzelaniu z pistoletu dowolnego z 50 m.